# Triennale Gradovi hrvatskog srednjovjekovlja
Triennale Gradovi hrvatskog srednjovjekovlja je znanstveni skup u Zagrebu. Tema su gradovi hrvatskog srednjovjekovlja, na različite podteme. Organizira ga Hrvatski institut za povijest, od 2010. godine svake tri godine. Glede složenosti grada kao društvena i prostorna fenomena, skup je interdisciplinaran te stoga okuplja povjesničare, povjesničare umjetnosti, arheologe, jezikoslovce i ostale znanstvenike. Sudjeluju znanstvenici iz Hrvatske i okolnih zemalja. Nakon svakog skupa izlazi zbornik na engleskom jeziku.
1. triennale bio je na temu Vlast i vlasništvo. 2. triennale bio je na temu Grad u narativnim vrelima, stvarnost ili fikcija. 3. triennale bio je na temu Grad i došljaci. 4. triennale bio je na temu Grad i Crkva. Održao se u Zlatnoj dvorani Hrvatskog instituta za povijest u Zagrebu, od 22. do 23. listopada 2019. godine. 2019. sudjelovalo je tridesetak znanstvenika koji su govorili na deset tematskih sekcija: dvije pod naslovom “Grad,  biskup,  kurija”, dvije pod naslovom “Svjetovno i crkveno”, jedna pod naslovom “Izvori”, dvije pod naslovom “Redovnici i samostani”, jedna pod naslovom “Posjedi” te dvije naslova “Arhitektura, Urbanizam, Arheologija”.